# Kolonie en Protectoraat Nigeria
De Kolonie en Protectoraat Nigeria (Engels: Colony and Protectorate of Nigeria) was een Britse kroonkolonie en protectoraat die op 1 januari 1914 werd gevormd uit het Protectoraat Noord-Nigeria en de Kolonie en Protectoraat Zuid-Nigeria. In 1954 kreeg het gebied een grote mate van autonomie onder de naam Federatie van Nigeria en in 1960 werd de Federatie van Nigeria onafhankelijk. 